# Tour féminin en Limousin
Le Tour féminin en Limousin est une ancienne course cycliste par étapes féminine française. Créé en 1995, il faisait partie du calendrier de l'Union cycliste internationale en catégorie 2.2 jusqu'à sa disparition après l'édition 2013. La course s'est appelée successivement Tour féminin de la Haute-Vienne, Tour féminin de la Haute-Vienne en Limousin et Tour féminin Haute-Vienne et Creuse en Limousin. Il faisait partie du calendrier national jusqu'en 2005.
Dans ses dernières années, l'épreuve est connue sous le nom de Tour international féminin en Limousin (TIFEL), et attire les principales coureuses mondiales.

## Palmarès
| Année                    | Vainqueur                 | Deuxième                | Troisième                 |
| Tour de la Haute-Vienne  | Tour de la Haute-Vienne   | Tour de la Haute-Vienne | Tour de la Haute-Vienne   |
| ------------------------ | ------------------------- | ----------------------- | ------------------------- |
| 1995                     | Laurence Leboucher        | Sophie Quinanzoni       | Chantal Gorostegui        |
| 1996                     | Elizabeth Tadich          | Jocelyne Messori-Hugi   | Sophie Swaertvaeger       |
| 1997                     | Teodora Ruano             | Chantal Gorostegui      | Nicole Royer              |
| 1998                     | Diana Rast                | Maryline Salvetat       | Alexandra Bähler          |
| 1999                     | Kym Shirley               | Géraldine Löewenguth    | Élisabeth Chevanne-Brunel |
| 2000                     | Laurence Leboucher        | Sophie Creux            | Élisabeth Chevanne-Brunel |
| 2001                     | Béatrice Thomas           | Zlatica Gavláková       | Ine Wannijn               |
| 2002                     | Emma James                | Miho Oki                | Karine Dalmais            |
| 2003                     | Élisabeth Chevanne-Brunel | Emma James              | Loes Gunnewijk            |
| 2004                     | Annette Beutler           | Alexandra Le Hénaff     | Emma James                |
| Tour féminin en Limousin |                           |                         |                           |
| 2005                     | Edwige Pitel              | Veronica Andreasson     | Sharon van Essen          |
| 2006                     | Marianne Vos              | Svetlana Boubnenkova    | Silvia Valsecchi          |
| 2007                     | Sigrid Corneo             | Olivia Gollan           | Julia Martisova           |
| 2008                     | Natalia Boyarskaya        | Edwige Pitel            | Youlia Martissova         |
| 2009                     | Grace Verbeke             | Ruth Corset             | Alexandra Burchenkova     |
| 2010                     | Grete Treier              | Ruth Corset             | Edwige Pitel              |
| 2011                     | Grete Treier              | Tatiana Antoshina       | Grace Verbeke             |
| 2012                     | Marianne Vos              | Alena Amialyusik        | Loes Gunnewijk            |
| 2013                     | Katarzyna Pawłowska       | Tatiana Antoshina       | Edwige Pitel              |